# Louis-François François
Louis-François François, né et mort à une date inconnue, est un homme politique français, député du Pas-de-Calais à l'Assemblée nationale législative.

## Biographie
On ne connaît pas la date de naissance de Louis-François François,. Cultivateur à Buneville,, il est député du Pas-de-Calais à l'Assemblée nationale législative,,. Il est élu le 30 août 1791 par 374 voix sur 614 votants, sixième sur les onze députés de son département,.
Il intervient en séance le 31 janvier 1792 pour dénoncer les procédés dangereux utilisés par le salpêtrier Barthélemy Recolègue, dont le fils est mort dans une expérience.
Il démissionne de son mandat le 12 août 1792,.
Il meurt à une date inconnue,.